# Aldo Aureggi
Aldo Aureggi (* 6. Oktober 1931 in Rom; † 21. August 2020) war ein italienischer Florettfechter.

## Erfolge
Aldo Aureggi gewann 1957 in Paris bei den Weltmeisterschaften mit der Mannschaft die Bronzemedaille. Bei den Olympischen Spielen 1960 in Rom erreichte er im Mannschaftswettbewerb ungeschlagen das Finale gegen die Sowjetunion, das die italienische Equipe mit 4:9 verlor. Gemeinsam mit Luigi Carpaneda, Mario Curletto, Edoardo Mangiarotti und Alberto Pellegrino erhielt Aureggi die Silbermedaille.